# 磐安话
磐安话，是磐安地区的方言。早期由东阳话、永康话、天台话、仙居话混合组成，各乡镇、各区域有明显差异。

## 概述
磐安县86%的人说磐安话。磐安话有南北两种口音，南部接近永康话，北部接近东阳话。以县治安文为中心，其北属东阳口音，其南多为永康口音，安文则以东阳口音为主，永康口音也有一定势力。安文以北，包括墨林、学田、窈川、史姆、板榧、尚湖、南坑、马塘、岭口、尖山、雅庄等地，占磐安地域之大半，均说东阳口音的磐安话。特点为单字时长较长，不带有喉塞尾；语流中时长较短，带有喉塞尾。